# Acraea rhodesiana
Acraea rhodesiana är en fjärilsart som beskrevs av Wichgraf 1909. Acraea rhodesiana ingår i släktet Acraea och familjen praktfjärilar. Inga underarter finns listade i Catalogue of Life.